# Christian Ramsing
Christian Ramsing, född 12 februari 1845 i Ansager vid Varde, död 9 december 1914, var en dansk ingenjör.
Ramsing blev student från Ribe latinskola 1862, avlade inträdesexamen till Polyteknisk Læreanstalt 1865 och polyteknisk examen i ingenjörsämnena 1872. Efter några års verksamhet som assistent, först vid Hedeselskabet och därefter vid Köpenhamns hamnväsende, övertog han 1875 den avlidne ventilationsingenjören Christian Krarups affär och verkade från 1875 till 1879 tillsammans med Erdmann Peter Bonnesen och därefter ensam — som konsulterande ingenjör angående uppvärmnings- och ventilationsanläggningar. Ramsing planlade och ledde utförandet av många betydande anläggningar av denna typ, till exempel til Almindelig Hospital, Dagmarteatret, Folketeatret och flera kommunala skolor i Köpenhamn, till statsbiblioteket och teatern i Århus, till Göteborgs epidemisjukhus och till många danska kyrkor. Han var sedan 1886 kultusministeriets konsult angående kyrkouppvärmning och höll dessutom under några år föreläsningar över uppvärmning och ventilation vid Polyteknisk Læreanstalt.